# Boulevard Bourdon (Neuilly-sur-Seine)
Pour les articles homonymes, voir Boulevard Bourdon et Bourdon.
Le boulevard Bourdon est une voie de Neuilly-sur-Seine et de Levallois-Perret dans les Hauts-de-Seine.

## Situation et accès

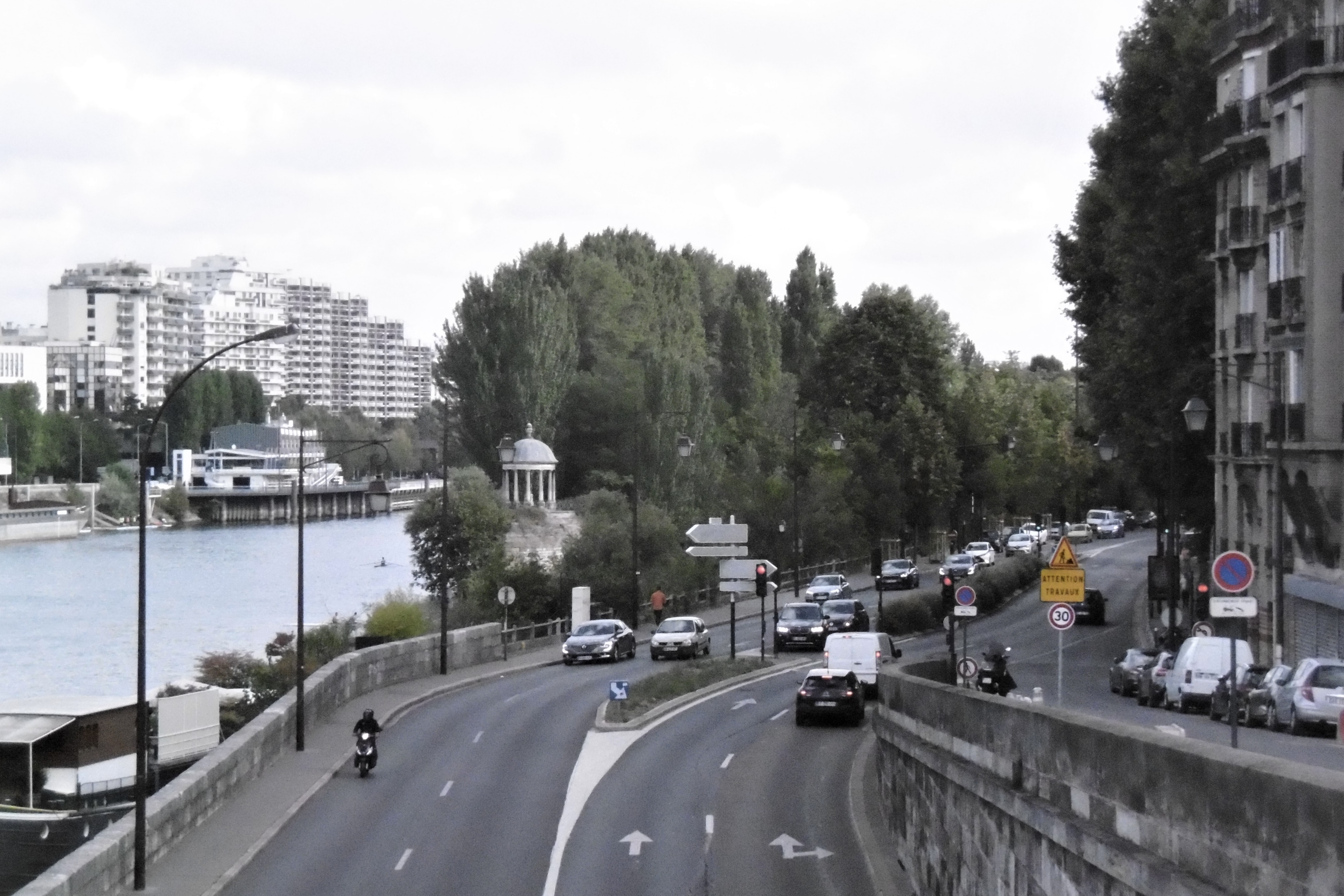
Route D 1 du pont de Neuilly vers l'aval, septembre 2019.

Ce boulevard qui longe la Seine en face de l'île de la Jatte est de fait un quai. Il débute boulevard du Général-Leclerc qu'il prolonge, passe sous le boulevard Bineau et continue au-delà du pont de Levallois jusqu'au quai Charles-Pasqua (Levallois-Perret).

## Origine du nom
Il rend hommage au conseiller municipal Maurice Bourdon, décédé dix mois auparavant,.

## Historique

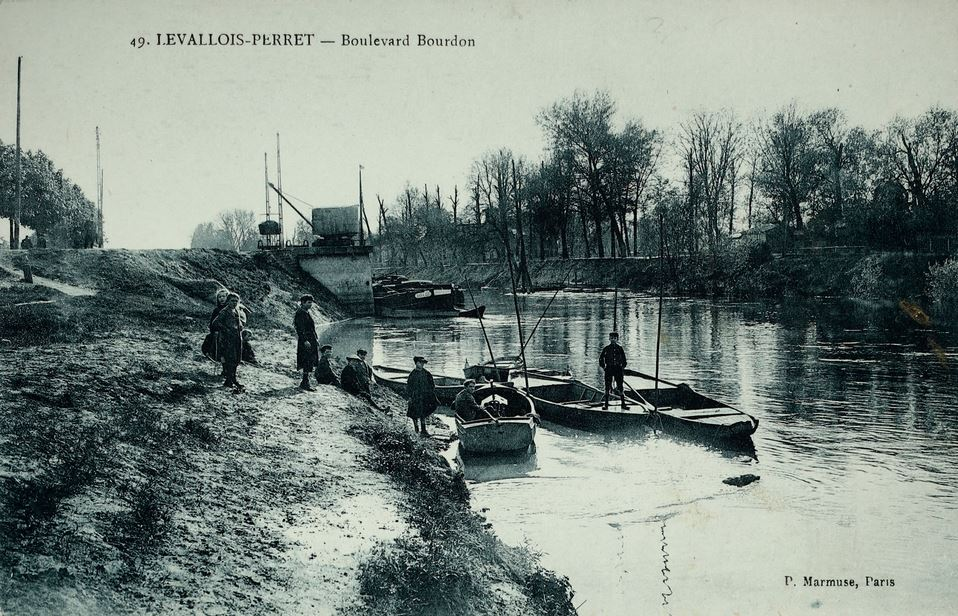
Boulevard Bourdon, côté Levallois-Perret.

Ce boulevard s'étendait autrefois bien avant sur le boulevard du Général-Leclerc, dont la dénomination est récente.
Le nom précédent de ce boulevard était quai de la Pompe.
Il reçut son nom actuel par délibération du conseil municipal du 7 février 1839.
Au mois de janvier 1910, lors de la crue de la Seine, le boulevard est envahi par les eaux, comme d’autres voies de Neuilly (boulevards Bineau, d’Argenson, rue Soyer, rue du Bois-de-Boulogne...). Les secours sont rapidement organisés par la municipalité et les pompiers. Une centaine de personnes sont accueillies dans les hôtels de la ville et logées aux frais de la municipalité.
En 1913, un accident automobile sur le boulevard provoque la mort par noyade dans la Seine des deux enfants de la danseuse Isadora Duncan.

## Bâtiments remarquables et lieux de mémoire
- Hôtel Thouret dit « Villa Labrouste », construit en 1860[7], œuvre de l'architecte Henri Labrouste[8], partiellement inscrit comme monument historique en 1976[9].
- No 36 boulevard du Général-Leclerc, à l'origine boulevard Bourdon : hôpital communal construit en 1933-1935 par l'architecte Édouard Jacquemin. Il est inauguré par le maire Edmond Bloud et le président de la République Albert Lebrun. Comptant cinq pavillons, réparti sur sept étages, il a une capacité de 180 places. Agrandi en 1953, il dépend du centre hospitalier de Courbevoie-Neuilly-Puteaux[10].